# San Juan de Colón
Pour les articles homonymes, voir San Juan et Colon.
San Juan de Colón, ou simplement Colón, est une ville du Venezuela, capitale de la paroisse civile d'Ayacucho et chef-lieu de la municipalité d'Ayacucho dans l'État de Táchira.